# Louis-Joseph des Escotais
Louis-Joseph des Escotais, comte de Chantilly, est né le 30 mars 1713 et mort le 28 janvier 1796. Connu sous le nom de bailli des Escotais, il est lieutenant général des armées du roi, bailli grand-croix et grand hospitalier de l'ordre de Saint-Jean de Jérusalem. Lors de sa retraite des armées du roi, il a participé à 17 campagnes, s'est battu durant 62 années dans 5 pays, a été blessé grièvement au combat à deux reprises et a été fait prisonnier en Autriche.

## Biographie

### Origines familiales
Louis-Joseph des Escotais, comte de Chantilly, descend d'une ancienne famille noble du Maine (les Escotais). En écrivant sur sa famille, François-Alexandre de la Chesnaye, dans son Dictionnaire de la Noblesse, écrit:
« Cette seigneurie qui a appartenu successivement à ceux de ce nom, les remonte à l’origine des surnoms et à l’établissement des fiefs héréditaires, au moyen de quoi ces fiefs et ces surnoms sont devenus propres aux familles. »
Le premier des Escotais, Thibault, a participé à la troisième croisade en 1191 auprès de Richard Cœur de Lion, et la filiation de Louis-Joseph est prouvée jusqu'à Guillaume II des Escotais qui vivait en 1280,,,.
Son père, Michel-Séraphin des Escotais (1665-1736),, est seigneur de Chantilly, d'Armilly, etc. et capitaine des vaisseaux du roi.
Sa mère, Louise-Élisabeth de Laval-Montmorency, est la sœur de Guy-Claude-Roland de Laval-Montmorency, maréchal de France.

### Sa vie
Louis-Joseph naît le 30 mars 1713 au château d' Armilly (commune de Neuillé-Pont-Pierre, au nord de Tours),,. Il est le troisième et dernier enfant du couple. Il a une sœur de 6 ans son aînée, Madeleine-Elisabeth (1707-1744), épouse du Comte Marc-René de Valory (1736), ainsi qu'un frère quatre ans plus vieux que lui, Roland (1709-1781).
En tant que deuxième fils et pour ne pas diviser le patrimoine familial, il est destiné dès son plus jeune âge à l'ordre de Saint-Jean de Jérusalem. Il y sera présenté de minorité à l'âge 4 ans, le 5 mai 1717,. Il n'y fait ses vœux que bien plus tard, quand la filiation par son frère aîné sera assurée avec la naissance de son neveu Louis en 1746.
En attendant de rentrer pleinement dans l'Ordre, il se destine à une carrière militaire qui le mènera à combattre en France, Allemagne, Belgique, Pays-Bas et Autriche.
C'est la période de relative accalmie suivant la guerre de Succession d'Autriche (1740-1748) qui lui permettra de pleinement s'investir dans l'ordre de Saint-Jean de Jérusalem et d'y gravir les échelons.
La réussite de Louis-Joseph ne peut sans doute pas être imputée à son seul mérite, et il bénéficie du renom de sa famille et de la réussite de son frère aîné Roland, comte des Escotais.
Réciproquement, sa grande réussite a aussi contribué aux honneurs que vont recevoir sa famille, comme 
- L’érection des terres familiales en Comté des Escotais (lettre patente de janvier 1755, enregistrée le 13 aout)[2],
- Les honneurs de la Cour le 20 avril 1767[4],
- La nomination de Marie-Louise de Plas (épouse de Louis Ier des Escotais, fils de Michel-Roland) comme dame pour accompagner Madame Sophie de France (20 octobre 1775)[4].

Très aimé de la population et trop âgé pour être inquiété pendant la Révolution , il reste en France pendant cette période troublée. Il réside au palais du Gouverneur de l'île de Ré jusqu'à la fin de son commandement en 1791. Il part ensuite s'installer au siège du grand prieuré d'Aquitaine à Poitiers. Il y cachera la femme de son neveu, Marie-Louise de Plas, qui était inquiétée pendant la période de la Terreur en tant qu'ancienne dame de compagnie des tantes de Louis XVI.
Sentant sa fin proche, il passe ses derniers jours au château du Luart chez sa nièce Michelle-Geneviève (épouse de Anne-Jean, Marquis du Luart). Il y meurt de vieillesse à l'âge de 83 ans.

## Carrière militaire
Louis-Joseph commence sa formation militaire à l'âge de 16 ans, en entrant le 1er janvier 1729 à l'école militaire des Cadets Gentilshommes de Metz. Cette école d'officier dispense pour les jeunes hommes de la noblesse, en plus d'une formation militaire, des cours d'escrime, de danse et de mathématique,. Il sort de l'école deux ans plus tard et est nommé Lieutenant le 5 mai 1731 au régiment d'infanterie de Richelieu, une des plus anciennes unités d'infanterie française.
Il gravit ensuite les échelons de l'armée royale toujours dans l'infanterie. Son talent de commandement est à plusieurs reprises reconnu, ce qui le mène  jusqu'au grade de lieutenant général de Louis XVI (grade le plus élevé de l'armée d'ancien régime),, qu'il acquiert en 1780,.

### Guerre de Succession de Pologne (1733-1738)
Au début de la guerre de Succession de Pologne, Louis-Joseph est promu en novembre 1733 capitaine de son régiment (régiment d’infanterie de Richelieu). Il participe à toute la guerre de succession de Pologne (1733-1738) qui oppose les Bourbons aux Habsbourg, notamment en Pologne et en Italie.
Parmi ses fait d'armes les plus notables, il commande au siège de la forteresse de Kehl (Allemagne) en 1733. Là, les troupes de l'Archiduché d'Autriche sont encerclées et se rendent au bout de quelques jours après une sortie infructueuses. Les forces autrichiennes subsistantes, vont alors se replier à Ettlingen. Louis-Joseph a alors un rôle décisif lors de l'assaut final contre les lignes autrichiennes d'Ettlingen,.
Il commande ensuite au siège de Philippsbourg en 1734 et à la bataille de Clausen en 1735,. Cette bataille sera un des derniers engagements majeur du conflit. Les combats diminuent  en intensité à la suite de la négociation secrète du traité de paix de Vienne cette même année.

### Guerre de Succession d'Autriche (1740-1748)
Louis-Joseph a un rôle majeur durant toute la période de la guerre de Succession d'Autriche. Il est un acteur décisif lors des victoires françaises.
Il est touché par une balle de fusil en 1743 à la bataille de Dettingen (Allemagne) et malgré la gravité de sa blessure , il continue à combattre.
Au cours d'un affrontement avec les troupes de l'Achiduché d'Autriche, il est capturé et fait prisonnier à Linz (Autriche) en 1744. Il rentre tout juste de captivité pour participer à la victoire de Fontenoy (Belgique) et est promu Colonel d’infanterie quelques mois plus tard le 6 octobre 1745.
En raison de sa bravoure, le 28 mars 1746 lui est donné le régiment des grenadiers royaux de Latour qui prendra alors son nom pour s'appeler régiment de Chantilly .
A la tête de son régiment, il joue un rôle décisif lors de la bataille de Rocourt (Belgique) (1746).
Lors de la prise de la forteresse de Berg-op-Zoom (1747, Pays-Bas), il est aux premières lignes et son régiment subit des pertes considérables. Sur les 70 officiers blessés pendant le sièges, 23 sont de sont régiment. Il participe ensuite à la prise de Maastricht (1747, Pays-Bas),,.
Pour ses services exceptionnels, il reçoit une pension de 800 livres sur le trésor Royal à l'issue du conflit.

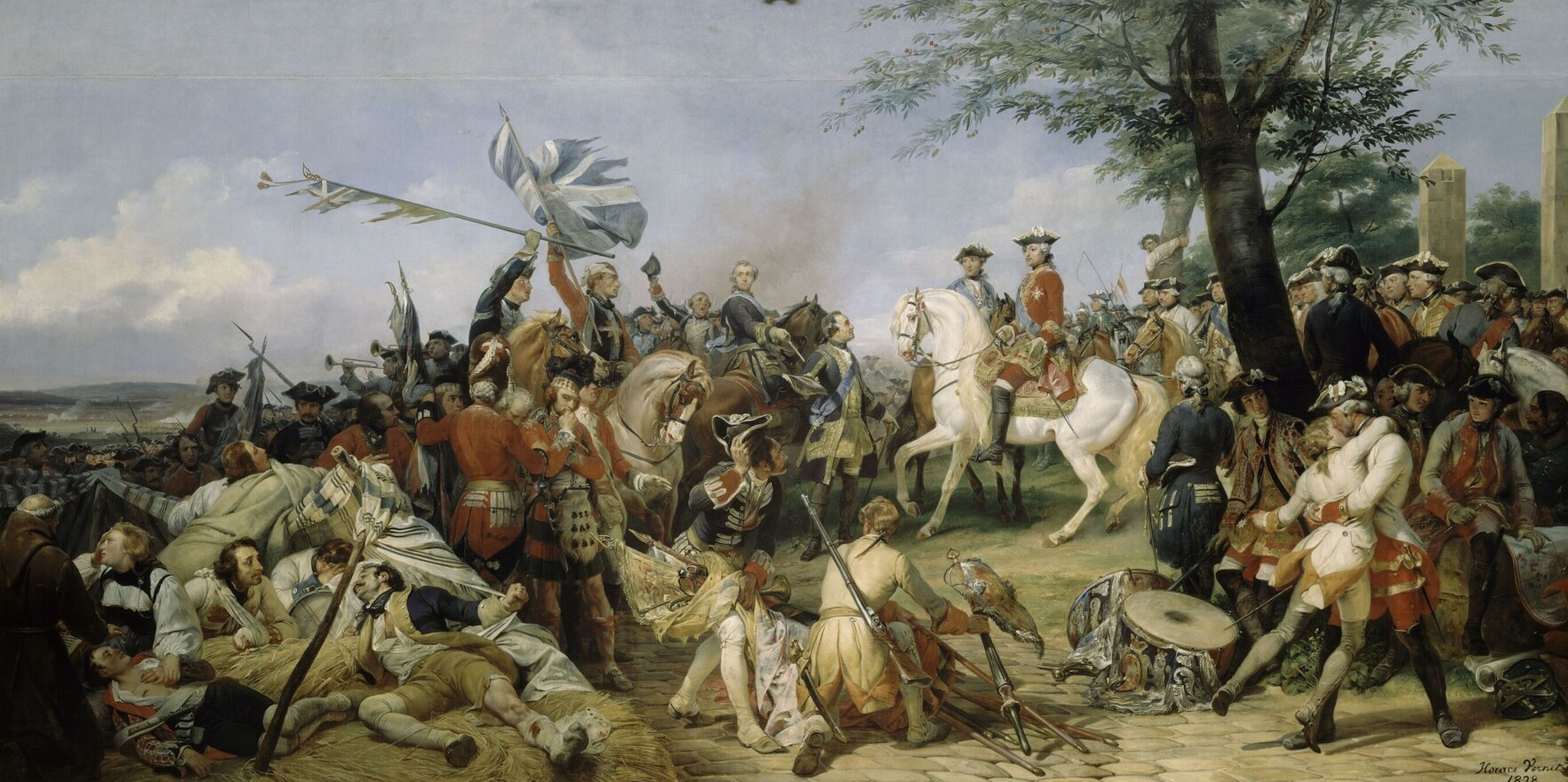
Bataille de Fontenoy, 11 mai 1745
Horace Vernet, 1828

### Guerre de Sept ans (1756-1763)
Peu avant l'entrée de la France dans la guerre de Sept Ans, son régiment est réorganisé et il récupère de nombreuses compagnies (comme toutes les compagnies du bataillon de Saint-Dizier). À la tête de celui-ci, il combattra toute la durée de la guerre sous le commandement du Prince de Condé.
Ses succès sur le champ de bataille lui valent une promotion au grade de brigadier en 1758, puis de maréchal de camp en 1761.
La bravoure de ses troupes est particulièrement remarquée lors de la bataille de Friedberg (28-30 août 1762). Il est rapporté au roi que la brigade du commandeur de Chantilly « a combattu avec la plus grande distinction » et « culbuté avec la plus grande valeur et la plus grande vivacité l'ennemi ». Ce moment de bravoure est un tournant dans la carrière de Louis-Joseph qui lui vaudra même l'expression de la « plus  vive satisfaction » de Louis XV dans un courrier qui lui sera adressé le 9 septembre 1762. Cela lui permettra notamment de recevoir une pension de 3 000 livres sur le trésor Royal à l'issue du conflit.

### Gouverneur militaire de l'île de Ré (1775-1791)
Louis-Joseph est nommé gouverneur miliaire de l'île de Ré de 1775 à 1791,,.
De 1775  à 1780, il coordonne le départ des troupes qui partent pour les différentes colonies d'Amérique en cette période complexe de rivalité avec l'Angleterre sur fond de guerre d'indépendance Américaine.
Pour aider au développement de l'île, il va œuvrer pour y faire installer une école d'artillerie, projet qui se concrétisera en 1780.
Il est enfin promu au plus haut grade de l'armée (Lieutenant-général) en 1780 pendant son temps de commandement sur l'île,.
Fort apprécié de la population, il est maintenu dans ses fonctions au début de la Révolution et exercera jusqu'en 1791, date de sa mise en retraite. Il est le dernier gouverneur militaire de l'île.
En son hommage, une cour porte son nom dans le village de Saint-Martin-de-Ré (île de Ré).

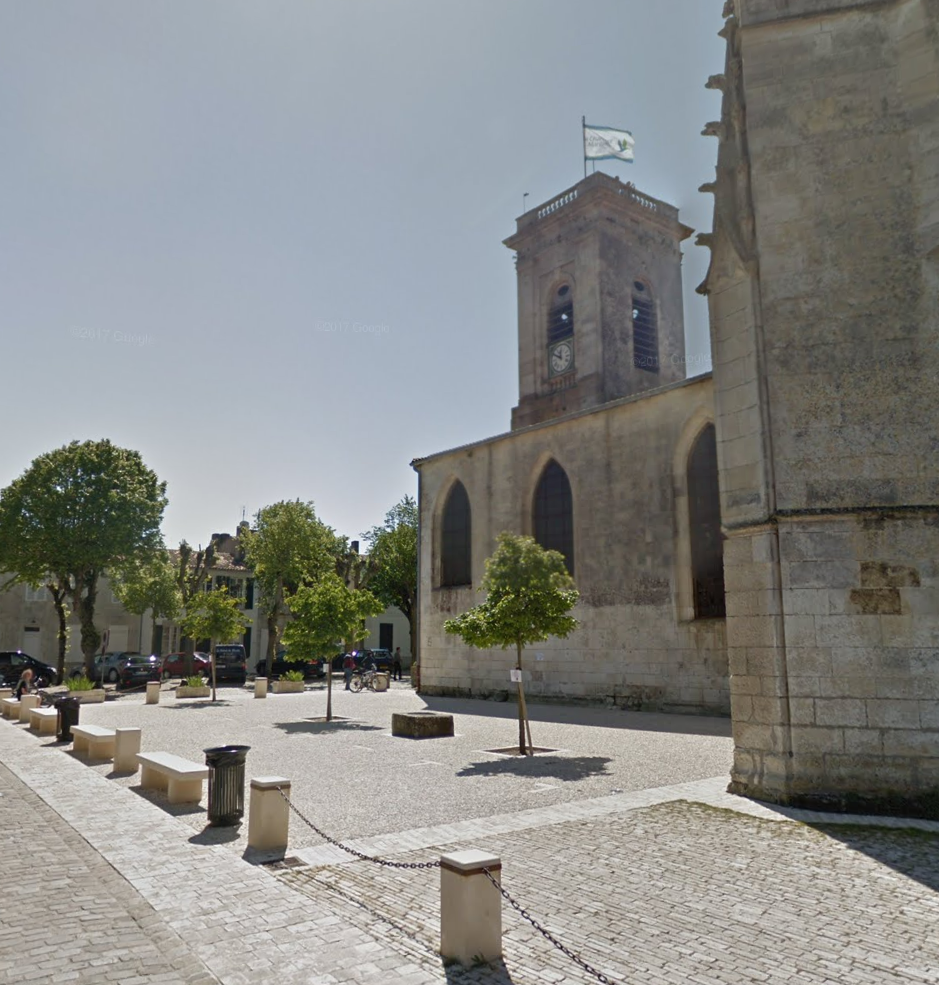
Cours du bailli des Escotais nommée en l'honneur de Louis-Joseph à Saint-Martin-de-Ré

Quand il prend sa retraite en 1791, à l'âge de 78 ans sa carrière aura duré 62 ans et compté 17 campagnes.

## Carrière dans l'ordre de Saint-Jean de Jérusalem

### Début dans l'ordre
Louis-Joseph obtient par le bref pontifical du 2 avril 1717 accordé par le pape Clément XI l'autorisation d'être présenté de minorité dans l'ordre de Saint-Jean de Jérusalem à l'âge de 4 ans. Sa présentation est effective un mois plus tard le 5 mai 1717,.
Ce n'est que bien plus tard, entre 1762/63 qu'il deviendra réellement chevalier de Malte après avoir effectué les quatre caravanes requises (expédition maritime militaire de six mois sur la Méditerranée qui à l'époque de Louis-Joseph luttait contre les barbaresques). Ce service en mer était obligatoire à quiconque voulait prononcer ses vœux et devenir frère-chevalier.

### Commandeur de Ballan (1766-1784)
En 1766, à l'âge de 53 ans, il est nommé commandeur de Ballan (une des commanderies de Malte du grand prieuré d'Aquitaine située au sud de Tours). Il est alors maréchal de camp dans les armées du roi. Il exerce sa fonction de commandeur jusqu'en 1784, date à laquelle il est promu prieur d’Aquitaine.

### Prieur d'Aquitaine (1784-1796)
En 1784, à l'âge de 71 ans, il est nommé prieur d'Aquitaine. Il s'agit d'une des trois sous-divisions de la langue de France, couvrant l'ouest du territoire français,.
En raison de sa position, il reçoit le dossier de preuves de François-René de Chateaubriand lors de sa présentation dans l'Ordre en 1789, et y donne une suite favorable.
« Mon frère envoya mes preuves à Malte, et bientôt après il présenta requête en mon nom, au chapitre du grand−prieuré d'Aquitaine, tenu à Poitiers […] Le président du chapitre était Louis−Joseph des Escotais, bailli, grand−prieur d'Aquitaine […] La requête fut admise le 9 septembre 1789 ».
Il restait à Chateaubriand à confirmer son admission, ce qu'il ne fit jamais. Il n'aura donc pas l'« espoir des bénéfices » escomptés dans ses Mémoires d'outre-tombe.
En 1791, à la fin de son temps de commandement militaire, il s'installe à Poitiers, au siège de son grand prieuré. Il n'a alors de cesse de combattre les gouvernements révolutionnaires pour assurer une liberté de culte aux habitants de la ville. Il permet notamment la réouverture de l'église Saint-Saturnin en 1791.

### Grand hospitalier (1784-1796)
Peu après sa nomination en tant que prieur d'Aquitaine, il accède le 6 décembre 1784 au poste de grand hospitalier de l'Ordre,. Il s'agit de la troisième fonction la plus élevée de l'Ordre après le grand maître et le grand maréchal. Cette fonction était remplie par des gentilshommes des plus illustres du royaume, et souvent des princes de sang royal (par exemple François de Lorraine (1534-1563 ; en), Jean-Philippe d'Orléans, Louis-Antoine d'Artois).

### Fonds d'archives
- Fonds : Officiers suppérieurs d'ancien régime.  Cote : 3 YD 1110. Archives du Service Historique des Armées (présentation en ligne).
- Fonds : BMS Neuillé-Pont-Pierre (1712-1724).  Cote : 6NUM7/167/007. Archives départementales d'Indre-et-Loire (présentation en ligne).
- Fonds : NMD Luart (1712-1724).  Cote : 5Mi 182_8. Archives départementales de la Sarthe (présentation en ligne).
- Fonds : AD Yvelines - des Escotais (1791-1796).  Cote : 5Q 258. Archives départementales des Yvelines (présentation en ligne).
- Fonds : Service historique de la Défense (1775-1780).  Cote : MR 1 R 74. Service historique de la Défense (présentation en ligne).
- Fonds : Chérin.  Cote : Français 31635 (Chérin 73). Bibliothèque Nationale de France (lire en ligne).
- Fonds : Carrés d'Hozier.  Cote : Français 30466 (Carrés d'Hozier 237). Bibliothèque Nationale de France (lire en ligne).
- Fonds : Cabinet d'Hozier.  Cote : Français 31008 (Cabinet d'Hozier 127). Bibliothèque Nationale de France (lire en ligne).
- Fonds : Nouveau d'Hozier.  Cote : Français 31349 (Nouveau d'Hozier 124). Bibliothèque Nationale de France (lire en ligne).